# Блау, Тина
Тина Блау (позднее Блау-Ланг; 15 ноября 1845[…], Вена[…] — 31 октября 1916[…], Вена) — австрийская художница, специализировавшаяся на пейзажах.

## Биография
Тина Блау родилась 15 ноября 1845 года в еврейской семье в столице Австро-Венгерской империи Вене. Отец был врачом в австро-венгерском военном медицинском корпусе и активно поддерживал её желание стать художницей. Она брала уроки живописи: сначала у Августа Шеффера, а затем — с 1869 по 1873 год — у Вильгельма Линденшмита в Мюнхене. Позднее Блау продолжила своё обучение, вместе с Эмилем Якобом Шиндлером, в посёлке художников («художественной колонии») при замке Планкенберг — недалеко от Нойленгбаха. Молодые художники делили студию с 1875 по 1876 год, но, видимо после ссоры, позже разъехались.
В 1883 году Тина Блау сменила религию: она перешла из иудаизма в евангелическую лютеранскую церковь, после чего — вышла замуж за Генриха Ланга (1838—1891) — художника, специализировавшегося на изображениях лошадей и батальных сцен. Молодая семья переехала в Мюнхен. С 1889 года Тина Блау-Ланг стала преподавать пейзаж и натюрморт в Женской академии Мюнхнера Кюнстлеринненверьера (Мюнхенская ассоциация художников). В 1890 году состоялась её первая крупная выставка.
После смерти мужа Блау провела десять лет в Голландии и Италии. После возвращения на родину она основала собственную студию в Ротонде. В 1897 году, вместе с Ольгой Прагер, Розой Майредер и Карлом Федерном, Блау участвовала в основании женской художественной школы, ставшей известной как «Wiener Frauenakademie». Она преподавала в этом учебном заведении до 1915 года.
Своё последнее лето Блау-Ланг провела в Бад-Гастайне, работая там же. После чего она некоторое время жила в санатории в Вене, где проходила медицинский осмотр. Там, 31 октября 1916 года, она и умерла от остановки сердца. Городские власти выделили для её погребения почётное место (Honor Grave) на центральном кладбище Вены (Zentralfriedhof). Несмотря на Первую мировую войну, венский «Künstlerhaus» провёл большую ретроспективную выставку работ Блау в 1917 году и помог продать с аукциона её имение.